# War Production Board

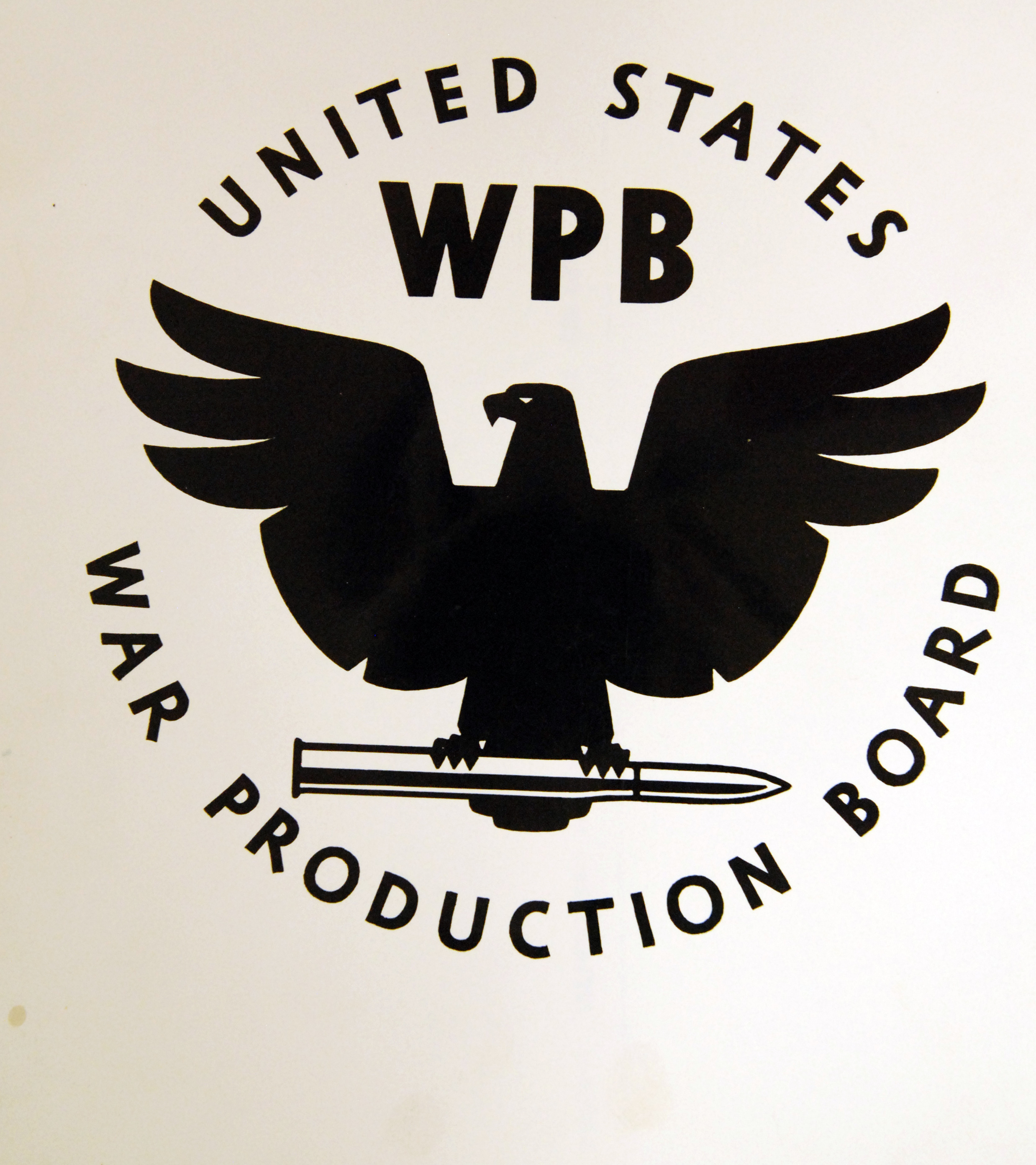

Das War Production Board (kurz: WPB) wurde nach dem japanischen Angriff auf Pearl Harbor mit der Executiv Order 9024 durch Franklin D. Roosevelt gegründet.

## Zweck
Zweck der Einrichtung war es, die Ressourcen an Material, Personal und Produktionsmitteln im Zweiten Weltkrieg so einzuteilen, dass eine effektive Rüstungsproduktion aufgebaut und unterhalten werden konnte. Vorsitzender war bis 1944 Donald M. Nelson, der dann von Julias A. Krug abgelöst wurde.

## Funktionsweise
Nach Detlef Junker saßen in den entscheidenden Gremien des Boards, den Industrieabteilungen, die Präsidenten und Generaldirektoren bzw. die Leiter der Produktionsabteilungen des Big Business. Den Kampf, wer um Art, Umfang und Zeitpunkt der Rüstungsaufträge entscheidet, gewann jedoch das Militär, das ab Dezember 1942 seine Anforderungen vorlegte, die zu erfüllen waren, während das Board die maximale Obergrenze für militärischen Bedarf, die Zuteilung von Rohstoffen und den Planungsablauf bestimmen konnte. Für Junker führte die Entscheidung, die Streitkräfte mit der Vergabe der Rüstungsaufträge zu betrauen, wobei das Militär die großen Firmen und Konzerne bevorzugte, zur engen Zusammenarbeit zwischen den militärischen und ökonomischen Machteliten, welche die sachlichen und personellen Voraussetzungen für die Herausbildung des Militärisch-industriellen Komplexes im Kalten Krieg legte.
Nach der Kapitulation Japans wurde das Gremium im November 1945 wieder aufgelöst.

## Combined War Production Board
Als die Stabschefs zunehmend Diskussionen mit dem Production Board führten und sich die Klagen britischer Waffenbeschaffer mehrten, gründete Roosevelt auf Vorschlag seines Vertrauten Harry Hopkins das Combined War Production Board, das die britischen und amerikanische Produktion koordinieren sollte. Damit sollte durch die Zusammenarbeit mit den Briten Nelson und das War Production Board auch vor einem zu starken Einfluss des US-Militärs abgeschirmt werden.

## Geheimdienst-Affäre
Zu einem Skandal kam es, als aufgedeckt wurde, dass die UdSSR Spione in das War Production Board eingeschleust hatte. Namentlich bekannt wurden folgende Personen:
- Edward Fitzgerald
- Harold Glasser
- Harry Magdoff
- Victor Perlo
- William W. Remington
- Nathan Gregory Silvermaster